# Намасте
Намасте (хинд. नमस्ते) представља гестикулацију код Хиндуса и служи као поздрав. Намасте се практикује спојеним длановима, палчевима окренутим ка себи уз благи наклон.

## Етимологија, значење и порекло
Намасте ( Намас + те ) је изведено из санскрита и комбинација је речи намас и заменице датива другог лица у њеном енклитичком облику, те. Реч намах има санди облик намас пре гласа те.
Налази се у ведској литератури. Намас-крита и сродни термини појављују се у хиндуистичком писму Ригведа, као што је Виваха Сукта, стих 10.85.22 у значењу „обожавање, обожавање“, док се Намаскара појављује у смислу „узвичног обожавања, поштовања, поздрава и обожавање" у Атхарваведи, Таитирија Самхита и Аитареиа Брахмана. То је израз поштовања, обожавања, поштовања, „понуда поштовања“ и „обожавања“ у ведској литератури и пост-ведским текстовима као што је Махабхарата. Израз Намас-те се појављује са овим значењем у Ригведи 8.75.10, Атхарваведа стиху 6.13.2, Таитирија Самхита 2.6.11.2 и у бројним другим случајевима у многим раним хиндуистичким текстовима. Такође се налази у бројним античким и средњовековним скулптурама и рељефним уметничким делима мандапе у хиндуистичким храмовима.
Према индологу Стивену Филипсу, термини „ те и твам “ су неформални, познати облици „ти“ на санскрту и обично се не користе за непознате одрасле особе. Резервисани су за неког познатог, интимног, божанског или дете. Коришћењем дативног облика твам у поздраву Намас-те, у реч је уграђен секундарни, метафорички смисао. Ово је основа прагматичног значења Намас-теа, односно „поздрав (божанском) детету (у вашем срцу)“, наводи Филипс.

У савременом добу намах значи „наклон“, „поклон“, „побожни поздрав“ или „обожавање“ а те значи „теби“ ( датив у једнини од „твам“). Дакле, намасте буквално значи "клањам ти се". У хиндуизму, то такође има духовни значај који одражава веровање да је „божанско и сопство ( атман, сопство) исто у теби и мени“, и значи „клањам се божанском у теби“. Према социологу Холи Окендлер, то је хиндуистички израз који значи „свето у мени препознаје свето у теби“.
Мање уобичајена варијанта се користи у случају да се ословљавају троје или више људи, наиме Намо вах што је комбинација намах и енклитичке заменице множине другог лица вах. Реч намах има санди облик намо пре гласа в. Још ређа варијанта се користи у случају да се ословљавају две особе, наиме, Намо вам, што је комбинација намах и енклитике у другом лицу двојне заменице вам.

### Историја
Ископавања у различитим цивилизацијама долине Инда открила су неке мушке и женске фигуре од теракоте у намасте ставу. Ови археолошки налази су датирани у зрели Харапан.

## Ањали Мудра
Гест склапања руку током намасте назива се Ањали мудра. Поред намасте, ова мудра је један од положаја који се налази у индијском класичном плесу као што је Баратнатјам,  и у пракси јоге. Широко се налази у рељефима индијских храмова и скулптурама у мандапаму, на улазима и иконографији, као што је Лингобавамурти шивизма. Ањали мудра се разликује од намасте по томе што је невербални гест, док се намасте може изговорити са или без било каквог геста. Према Баумику и Говилу, Ањали мудра и Намаскара мудра су веома сличне, али имају суптилну разлику. Задњи део палчева у Ањали мудри окренут је ка грудима и окомит је на друге прсте, док су палчеви у Намаскара мудри поравнати са осталим прстима.
Ањали мудра је описана у текстовима на санскриту, као што је у стиховима 9.127–128 Натја Шастре (200. п. н. е. – 200. не), у текстовима о храмској архитектури датираних након шестог века нове ере, као што је у стиху 5.67 Девата мурти пракаране и онима на слика под називом Цитрасутре . Натја Шастра, класични индијски плесни текст, описује то као положај у коме су две руке склопљене заједно у стању поштовања и да се то користи за молитву пред божанством, примање било које особе коју поштује и такође за поздрављање пријатеља. Натја Шастра даље наводи да за молитве унутар храма, Анџали мудра треба да буде постављена близу нечије главе или изнад, док се при сусрету са неким поштованим ставља испред лица или браде, а за пријатеље близу груди.

## Коришћење
Овај гест се широко користи на индијском потконтиненту, деловима Азије и шире где су мигрирали људи пореклом из јужне и југоисточне Азије. Намасте се користи као облик поштовања за поздрав, признање и добродошлицу рођаку, госту или странцу. У неким контекстима, намасте користи једна особа да изрази захвалност за понуђену или пружену помоћ и да захвали другој особи на његовој или њеној великодушној љубазности.
Намаскара је једна од 16 упачара (пракса поштовања) које се користе у храмовима или било ком месту формалног пуџа. Намасте у контексту обожавања божанстава, закључују научници, има исту функцију као код поздрављања госта или било кога другог. Изражава љубазност, љубазност, част и гостопримство једне особе другој. Користи се и у опроштајима. Ово се понекад изражава у древним хиндуистичким списима као што је Таитирија Упанишада, као Атитхи Дево Бава (буквално, третирајте госта као бога).
Намасте је један од шест облика пранаме, а у деловима Индије ови термини се користе као синоними.
Пошто је намасте бесконтактни облик поздрава, неки светски лидери усвојили су тај гест као алтернативу руковању током пандемије коронавируса 2020. као средство за спречавање ширења вируса.

## Галерија
- Поглед са стране на хиндуисту у намасте пози
- Девети ред од врха, последња реч у рукопису Ригведа изнад је намас у смислу побожног обожавања
- Статуа са намасте позом (ваи) у тајландском храму
- Статуа Намасте на Балију, Индонезија
- Намасте (јакши салабхањика), око 100. п. н. е., Сатна, Мадхија Прадеш